# Saint-Martin-d'Hères
Saint-Martin-d'Hères è un comune francese di 35 963 abitanti situato nel dipartimento dell'Isère della regione dell'Alvernia-Rodano-Alpi.
Il comune si trova a est di Grenoble ed è interamente inglobato nella sua area metropolitana.

## Società

### Evoluzione demografica
Abitanti censiti

## Amministrazione

### Gemellaggi
- Zella-Mehlis, Germania, dal 1967